# لوی کویل
لوی کویل (انگلیسی: Lewie Coyle؛ زادهٔ ۱۵ اکتبر ۱۹۹۵) بازیکن فوتبال اهل بریتانیا است.
از باشگاه‌هایی که در آن بازی کرده‌است می‌توان به باشگاه فوتبال لیدز یونایتد و باشگاه فوتبال هروگیت تاون اشاره کرد.